# Greta Schröder

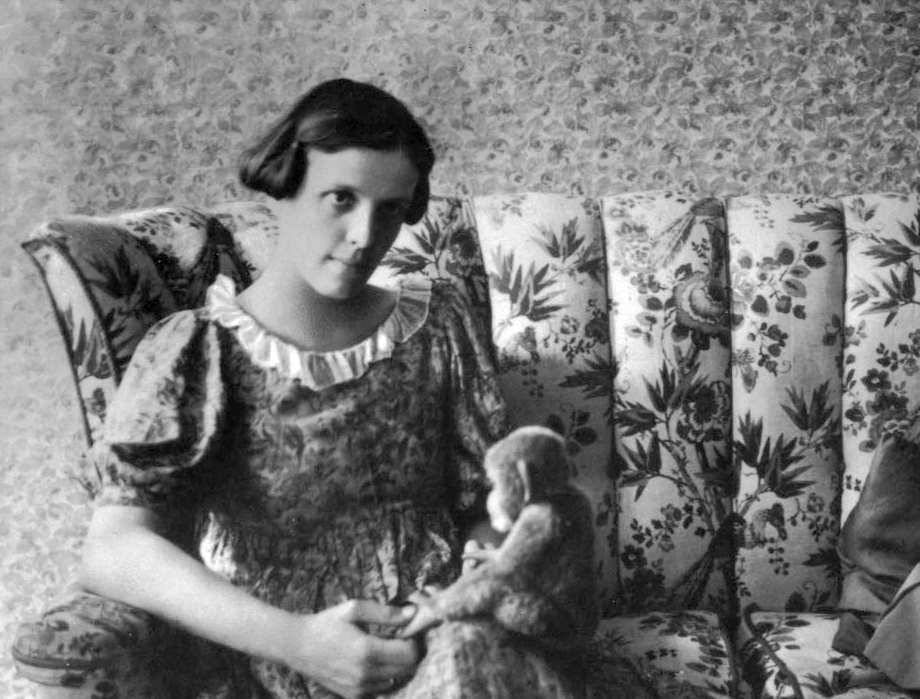
Greta Schroeder (1919)

Greta Schröder, eigentlich Margarete Schröder (* 27. Juni 1892 in Düsseldorf; † 8. Juni 1980 in Berlin-Steglitz), war eine deutsche Film- und Theaterschauspielerin.

## Leben
Sie stammte aus einer gutbürgerlichen rheinischen Familie, welche ihrem Wunsch nachgab, Schauspielerin zu werden. In den 1910er Jahren kam sie nach Berlin an das Deutsche Theater. Bald darauf heiratete sie den Regisseur Ernst Matray. In zweiter Ehe heiratete sie im März 1927 den Schauspieler Paul Wegener, die Ehe wurde 1932 geschieden.
Ihre erste Filmrolle hatte sie in dem Stummfilm Die Insel der Seligen (1913) unter der Regie des Theaterregisseurs Max Reinhardt. 1915 verfasste sie das Drehbuch zur deutschen Erstverfilmung von Das Phantom der Oper, der unter der Regie ihres Ehemannes Ernst Matray in die Kinos kam.
Ihre größte Rolle hatte sie in Nosferatu – Eine Symphonie des Grauens (1922) unter der Regie von Friedrich Wilhelm Murnau.
Nach einer Rolle in Die Gefangene des Maharadscha (1953) von Veit Harlan spielte sie eine letzte kleine Nebenrolle in Pünktchen und Anton (1953) nach dem Jugendbuch von Erich Kästner. Greta Schröder starb am 8. Juni 1980 in Berlin-Steglitz.

## Filmografie
- 1913: Die Insel der Seligen
- 1915: Zucker und Zimt (Drehbuch)
- 1916: Das Phantom der Oper (Drehbuch)
- 1920: Arme Violetta
- 1920: Der Golem, wie er in die Welt kam
- 1920: Die geschlossene Kette
- 1921: Der verlorene Schatten
- 1921: Zirkus des Lebens
- 1921: Marizza, genannt die Schmugglermadonna
- 1922: Nosferatu – Eine Symphonie des Grauens
- 1922: Es leuchtet meine Liebe
- 1923: Brüder
- 1923: Paganini
- 1937: Königin Viktoria (Victoria the Great)
- 1938: Sixty Glorious Years
- 1943: Großstadtmelodie
- 1943: Wildvogel
- 1943/45: Kolberg
- 1951: Maria Theresia
- 1953: Pünktchen und Anton
- 1954: Die Gefangene des Maharadscha